# Flens församling
Flens församling var en församling  i Strängnäs stift och i Flens kommun i Södermanlands län. Församlingen uppgick 2010 i Flen, Helgesta-Hyltinge församling.

## Administrativ historik
Församlingen har medeltida ursprung.
Församlingen var till 1940 annexförsamling i pastoratet Mellösa och Flen för att därefter till 1994 utgöra ett eget pastorat. Från 1994 till 2010 var den moderförsamling i pastoratet Flen och Helgets-Hyltinge. Församlingen uppgick 2010 i Flen, Helgesta-Hyltinge församling.

## Kyrkor
- Flens kyrka